# World Behind My Wall
World Behind My Wall – 3. singel niemieckiego zespołu Tokio Hotel, promujący wydany w 2009 roku album Humanoid. Swoją premierę w USA miał 8 stycznia 2010. „Lass uns laufen” jest niemieckojęzyczną wersją tej piosenki, która ukazała się 22 stycznia tego samego roku.
Singel zawiera:
- World Behind My Wall
- Lass Uns Laufen
- World Behind My Wall (Acoustic Version)
- World Behind My Wall (Emmas Park Remix)
- World Behind My Wall Video